# Quarto

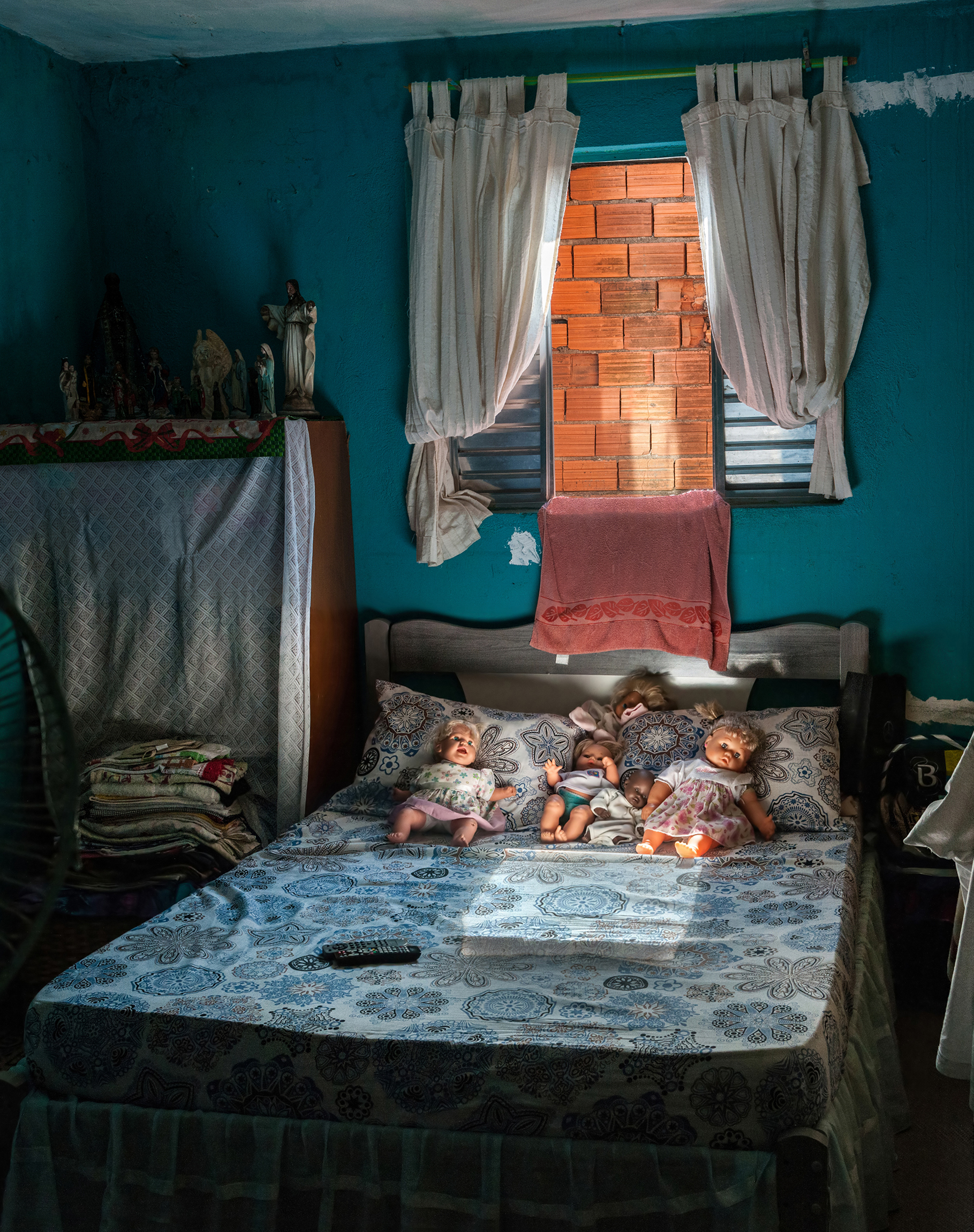
Quarto de uma família de classe baixa em Santo André, Brasil.

A definição mais comum de um quarto é a que o relaciona a um cômodo qualquer de um edifício. Normalmente, porém, a palavra costuma ser usada como sinônimo para um dormitório, especificamente. O quarto geralmente é utilizado para descansar.
O mobiliário associado a um quarto costuma ser uma cama, as escrivaninhas a acompanhar a cama, uma cadeira ao fim da cama e armários para colocação da roupa. Costuma-se mudar de roupa no quarto (se bem que também faz-se na casa de banho).
Quando temos uma casa de banho dentro de um quarto, chama-se a este quarto de suíte. A casa de banho é de alguma forma exclusiva de uso ao usufrutuário do quarto.

## Alcova
Historicamente falando, alcova é um quarto sem janelas, comum nas casas coloniais brasileiras. Em função da falta de ventilação, costumavam ser mais úmidos e sujeitos à presença de mofo. Por não terem janelas, também eram frequentemente utilizados para a prática dos atos sexuais, o que deu origem a expressões como alcoviteiro, atleta de alcova, segredos de alcova, etc. Costumava ser o cômodo mais próximo da porta de entrada, tendo a finalidade de quarto de hóspedes ocasionais: caixeiros-viajantes e desconhecidos distintos, quando abrigados pelo senhor da casa, faziam o pernoite na alcova, com vela, penico e jarra de água, e  a porta trancada a chave para ser aberta pela manhã. A expressão alcoviteiro dizia respeito também ao sujeito sem posses, necessitado dos favores de alcova.